# Narea compacta
Narea compacta är en insektsart som beskrevs av Walker, F. 1870. Narea compacta ingår i släktet Narea och familjen vårtbitare. Inga underarter finns listade i Catalogue of Life.